# LOL (film)
Pour les articles homonymes, voir Lol (homonymie).
Série
LOL 2.0
(2026)
Pour plus de détails, voir Fiche technique et Distribution.
LOL (Laughing Out Loud), ou simplement LOL, est un film français réalisé par Lisa Azuelos et sorti en 2009.
Une remake américain, LOL USA, est sorti en 2012. Une suite, LOL 2.0, sortira en 2026.

## Synopsis
L'acronyme LOL signifie « Laughing Out Loud » (« mort de rire » en français) en langage SMS. C'est aussi comme ça que les amis de Lola, 16 ans, lycéenne à Paris, l'appellent. Dans un monde connecté en permanence sur internet, Lola (Christa Theret) et ses amis naviguent entre amitié et histoires d'amour de lycée, tout en évitant leurs parents, parfois insupportables et dépassés. Lola vit chez sa mère Anne (Sophie Marceau), qui est en plein trouble sentimental. Elle continue de fréquenter son ex-mari Alain (Alexandre Astier) et vient de rencontrer Lucas, commissaire de police.
C'est la rentrée des classes. Lola retrouve ses amies et fait avec elles le point sur les vacances écoulées. Arthur, son petit ami, lui annonce à cette occasion qu'il l'a trompée au cours de l'été. Pour ne pas perdre la face, Lola prétend avoir également perdu sa virginité. Ses amies ne font rien pour arranger les choses.
Lola traverse une crise avec sa mère, qui a le plus grand mal à comprendre sa fille. Anne trouve le journal intime de Lola, elle se rend compte qu'un fossé s'est creusé entre elles.

## Fiche technique
Sauf indication contraire, les informations mentionnées dans cette section peuvent être confirmées par la base de données cinématographiques Unifrance,  présente dans la section « Liens externes ».
- Titre original : LOL (Laughing Out Loud) ®
- Réalisation : Lisa Azuelos
- Scénario et dialogues : Lisa Azuelos et Nans Delgado
- Musique : Jean-Philippe Verdin
- Décors : Yvon Fustec
- Costumes : Jürgen Dœring
- Photographie : Nathaniel Aron
- Son : Vincent Goujon, Alain Féat, Marc Doisne
- Montage : Stan Collet
- Production[1] : Lisa Azuelos et Romain Le Grand
  - Production exécutive (Royaume-Uni) : Christopher Granier-Deferre
  - Production déléguée : Éric Hubert
- Sociétés de production[2] : Pathé Films, en coproduction avec Bethsabée Mucho, TF1 Films Production et M6 Films, avec la participation de Canal+, CinéCinéma et du CNC
  - Sociétés de production exécutive (Royaume-Uni) : Poisson Rouge Pictures
- Sociétés de distribution[3] : Pathé Distribution (France) ; Alternative Films (Belgique) ; A-Z Films (Québec) ; Pathé Films AG (Suisse romande)
- Budget : 9,5 millions d’ €[4]
- Pays de production :  France
- Langues originales : français, anglais
- Format[5] : couleur - 35 mm - 2,35:1 (Cinémascope) - son DTS | Dolby Digital
- Genre : comédie romantique
- Durée : 103 minutes
- Dates de sortie[6] :
  - France, Belgique, Suisse romande : 4 février 2009[7],[8]
  - Québec : 9 avril 2010[9]
- Classification[10] :
  - France : tous publics[11]
  - Belgique : tous publics (Alle Leeftijden)[7]
  - Québec : 13 ans et plus (13+ / 13 years and over)[9]
  - Suisse romande : interdit aux moins de 12 ans[12]

## Distribution
- Sophie Marceau : Anne, la mère de Lola
- Christa Theret : Lola
- Jérémy Kapone : Maël
- Marion Chabassol : Charlotte
- Lou Lesage : Stéphane
- Émile Bertherat : Paul-Henri
- Félix Moati : Arthur
- Louis Sommer : Mehdi
- Adèle Choubard : Provence
- Jade-Rose Parker : Isabelle de Peyrefitte
- Warren Guetta : David Lévy
- Alexandre Astier : Alain, le père de Lola
- Jocelyn Quivrin : Lucas
- Françoise Fabian : la mère d'Anne
- Christiane Millet : la mère de Charlotte
- Lise Lamétrie : la CPE
- Thaïs Alessandrin : Louise
- Tom Invernizzi : Théo
- Stéphanie Murat : Cathy
- Laurent Bateau : Romain
- Valérie Karsenti : Laurence
- Pierre Niney : Julien
- Jean-Claude Dauphin : le ministre
- Olivier Cruveiller : le père de Maël
- Katia Caballero : la mère de Maël
- Patty Hannock : madame Claude, la professeure d'anglais
- Axel Kiener : le professeur de mathématiques
- Étienne Alsamia : le chauffeur du ministre
- Virginie Lente : Lili
- Esmeralda Kroy : la mère de Paul-Henri
- Vivienne Vermes : la mère de Lili
- Lucille O'Flanagan-Le Cam : l'Anglaise Lady Di
- Lisa Azuelos : la psychanalyste d'Anne (caméo)
- Anne Legal : la vendeuse de Mc Donald's
- François-Xavier Bouvier : le professeur particulier
- Patrice Gilgenkrantz : Bruce, le prof de gym
- Waleed Khalid : le père pakistanais
- Cherifa Khelfi : la mère de Mehdi
- Catherine Lenne : la mère de Provence
- Nicolas Calaber : Nicolas
- Timothée Brakel : Jean-Yves
- Axel Boute : Axel
- Nicolas Lestang : l'élève asiatique
- Christophe Bourseiller : Monsieur Gerbère, le professeur de SVT
- Joana Preiss : la mère de Stéphane
- Fabien Soudière : le magicien à la fête
- Kev Adams : un figurant
- Lomepal : un figurant

## Production

### Lieux de tournage
Les séquences scolaires ont été tournées au lycée Jean-Baptiste-Say, dans le 16e arrondissement de Paris[réf. nécessaire].

### Musique
La bande originale du film a été composée et interprétée principalement par l'artiste français Jean-Philippe Verdin, plus connu sous le pseudonyme de Readymade FC qui prête sa voix à Jérémy Kapone pour toutes les séquences chantées. D'autres chansons y figurent également, comme le titre Exil écrit par Jérémy Kapone (à travers son groupe, Kaponz & Spinoza), l'interprète de Maël dans le film.
1. Little sister - Jean-Philippe Verdin (3:32)
2. Alright - Supergrass (3:00)
3. J'suis au maximum - Jérémy Kapone & Lise Lamétrie (0:07)
4. Dreamers - Jean-Philippe Verdin (3:41)
5. Here to stay - Kate Stables (3:10)
6. First day of my life - Bright Eyes (3:03)
7. On the road to Splifftown - Jean-Philippe Verdin (0:28)
8. L'euthanasie - Christa Theret (0:12)
9. Lola - Jean-Philippe Verdin (3:21)
10. Last night - Jade-Rose Parker (0:05)
11. Are U gonna dance? - Junesex (2:52)
12. Tamaget au baconnet - Félix Moati (0:06)
13. Exil - Kaponz & Spinoza (4:18)
14. Not to love you - Declan de Barra & Maïdi Roth (3:27)
15. Everybody's got to learn sometime - Jean-Philippe Verdin (4:32)
16. Little sister (Acoustic) - Jean-Philippe Verdin (3:20)
17. Somewhere Only We Know - Keane (1:00)

### Autres
Musiques préexistantes utilisées dans le film :
- Reality - Richard Sanderson
- You Can't Always Get What You Want - Rolling Stones
- Girls and Boys - Blur
- Sympathique (je ne veux pas travailler) - Pink Martini
- L'amour comme à 16 ans - Marie Laforêt
- Valse n7, opus 64 nº 2 - Frédéric Chopin

## Accueil

### Accueil critique
L'accueil critique du film a été partagé mais majoritairement positif. Les points de divergences critiques concernent le traitement des personnages et l'esprit général du film, jugés soit clichés, soit au contraire représentatif d'une époque. L'hebdomadaire Télérama a salué le traitement « juste, drôle et enlevé ». Le Journal du dimanche évoque une « comédie de mœurs presque parfaite » et le magazine Première, un peu moins enthousiaste, loue l'habileté d'un récit dans lequel « tout le monde [se] retrouve ». Studio Ciné Live retient également sa puissance d'identification : « le miroir tendu par Lisa Azuelos est malin ». Mais le journal Le Monde n'apprécie guère la naïveté qui se dégage du film, notamment dans ses descriptions sociologiques, et regrette des personnages et des dialogues « sans grand relief », accolés à des situations « sans enjeu ». Le journal Libération n'y voit, lui, qu'une « comédie bourge à haute teneur sarkozyste ». L'hebdomadaire Les Inrockuptibles retient l'accumulation de poncifs créée par la cinéaste, et son « incapacité à tirer la moindre grâce des corps qu'elle filme, enserrés dans leur lénifiante pose Petit Bateau ». Mais sa critique porte essentiellement sur le propos conservateur, voire réactionnaire, du projet : « un film qui ne représente dans un lycée parisien qu'un seul élève d'origine arabe, mais sous-entend en même temps que sa communauté a un peu tendance à s'arroger le monopole de la discrimination, on est en droit de le trouver vraiment dégueulasse. Mais cela s'inscrit dans le propos général de Lol, sa grande affaire, à savoir la question de la discipline et tout bonnement du retour à l'ordre ».

### Box-office
| Film | Box-Office France | Box-Office Étranger | Total             |
| LOL  | 3 660 205 entrées | 434 801 entrées     | 4 095 006 entrées |

## Distinctions
Entre 2008 et 2010, LOL (Laughing Out Loud) a été sélectionné 8 fois dans diverses catégories et a remporté 3 récompenses,.

### Récompenses
- Monte-Carlo Film Festival de la Comédie (Monte-Carlo Comedy Film Festival) 2008 :
  - Prix du jury du meilleur film pour Lisa Azuelos,
  - Prix du jury de la meilleure actrice pour Sophie Marceau.

- Festival de Fleury-Merogis 2010 : Prix de la meilleure musique de film pour Jean-Philippe Verdin.

### Nominations
- Festival du film de Cabourg - Journées romantiques 2009 :
  - Grand Prix pour Jérémy Kapone,
  - Prix de la Jeunesse pour Jérémy Kapone,
  - Prix du Public pour Jérémy Kapone.
- César 2010 : Meilleur espoir féminin pour Christa Theret.
- Lumières de la presse étrangère 2010 : Révélation féminine de l'année pour Christa Theret.